# الظفير (المخادر)

تعديل مصدري - تعديل

الظفير محلة تابعة لقرية الدمنة، التابعة لعزلة جبل عقد بمديرية المخادر إحدى مديريات محافظة إب في الجمهورية اليمنية، بلغ تعداد سكانها 22 حسب تعداد اليمن لعام 2004.